# Deimos (mitología)
En la mitología griega Deimos (Δεῖμος, Deīmos) era la personificación del «Terror». Fobos y Deimos, hijos gemelos de Ares, apenas han superado la etapa de abstracciones personificadas. El sustantivo δεῖμος significa «miedo, espanto, terror, horror». Aparece siempre acompañando a su padre en las batallas. En sustantivo griego δεῖμος es equivalente al latino terror («terror»).
En la Teogonía se describe su ascendencia: «a su vez, con Ares, perforador de escudos, Citerea (Afrodita) concibió al Miedo (Phobos) y al Terror (Deimos), terribles, que ponen en confusión las compactas falanges de varones en la guerra sangrienta junto con Ares destructor de ciudades; y también a Harmonía, a quien el muy esforzado Cadmo hizo su esposa».
Aparece también en la Ilíada, azuzando a los combatientes de ambos bandos. «Incitó a los unos Ares, y a los otros la ojizarca Atenea, Deimos, Fobos, y Eris, furiosa sin medida, hermana y compañera del homicida Ares».
En El escudo de Heracles aparecen como servidor de Ares, rescatando a su padre después de haber sido vencido por Heracles: «al punto el Miedo y el Terror condujeron cerca de él (Ares) el carro de buenas ruedas y los caballos; y levantándole de la tierra de anchos caminos, le colocaron en el bien labrado carro. Y al punto luego fustigaban los dos los caballos y se dirigieron al elevado Olimpo».
En las Dionisíacas de Nono se dice que Zeus arma a Fobos con el rayo y a Deimos con el trueno para asustar a Tifón. Más adelante en la obra se dice que Fobos y Deimos actuanon como aurigas de Ares para combatir a Dioniso durante su guerra contra los indios.
Cicerón, en su obra De natura deorum, presenta a Metus (Miedo) como hijo, junto al resto de los démones, de Érebo y la Noche. Higino, en sus Fábulas, dice que Timor (Temor) se cuenta entre los hijos de Éter y Gea.
Deimos y otros terribles démones acompañaron a la erinia Tisífone en su afán de volver loco a Atamante, el marido de Ino.
Semos de Delos dice que la Cratéis homérica es hija de Hécate y Tritón, y que fue madre de Escila en su unión con Deimos.
Asaph Hall, descubridor de las lunas de Marte, llamó a una de ellas Deimos y a otra Fobos. Deimos sigue el recorrido de Fobos. Este nombre le fue impuesto el 12 de agosto de 1877.